# 121. jaktflygdivisionen
121. jaktflygdivisionen även känd som Ludvig Röd var en jaktflygdivision inom svenska flygvapnet som verkade i olika former åren 1942–1961 samt återigen åren 1968–1978. Divisionen var baserad på Kalmar flygplats väster om Kalmar.

## Historik
Ludvig Röd var 1. divisionen vid Kalmar flygflottilj (F 12), eller 121. jaktflygdivisionen inom Flygvapnet, och bildades som lättbombdivision runt åren 1942–1943. Divisionen beväpnades med C-versionen av det svensktillverkade flygplanet Saab 17, som i Flygvapnet benämndes B 17. Divisionen ombildas 1947 tillsammans med övriga divisioner till jaktdivisioner, och beväpnades med J 21. År 1953 ersattes den av J 29A Tunnan. Hösten 1958 blev divisionen först vid flottiljen med att beväpnas med J 32B Lansen. I början av 1960-talet, överfördes divisionen tillsammans med ett baskompani till Norrbottens flygbaskår (F 21). Överlämningen av divisionen skedde officiellt den 1 oktober 1961, då flottiljchefen för F 12, överste Thomas Stålhandske lämnade över divisionen till chefen F 21, överste Bengt Bellander. I samband med ombaseringen av divisionen, fick divisionen den nya anropssignalen Urban Blå, och blev 212. jaktflygdivisionen vid det som från 1963 benämndes Norrbottens flygflottilj (F 21) .
Den 1 juni 1968 påbörjade 122. jaktflygdivisionen (Ludvig Blå), vid Kalmar flygflottilj sin TIS:Ä, för Typinflygningsskede på J 35F Draken. TIS:Ä är en något förkortad utbildning av flygförare som tidigare genomfört Typinflygningsskede (TIS) på annat flygsystem. När divisionen fortsatte med sin GFSU:Ä (en förkortad utbildning av förare som tidigare genomfört Grundläggande flygslagsutbildning) den 21 oktober 1968, övertog Ludvig Blå anropssignalen Ludvig Röd. Vilket i praktiken innebar att Ludvig Röd återuppstod som en division vid F 12.
Flygdivisionen upplöstes den 30 september 1978, i samband med avvecklingsbeslutet av flygflottiljen, vilken skulle vara helt genomförd den 30 juni 1980.

## Materiel vid förbandet
| Bombflyg - 1943–1947: B 17C | Jaktflyg - 1947–1953: J 21A-1 - 1947–1953: J 21A-2 - 1958–1961: J 32B Lansen - 1968–1978: J 35F Draken |

## Förbandschefer
Divisionschefer vid 121. jaktflygdivisionen (Ludvig Röd) åren 1942–1961 samt 1968–1978.
- 1942–1961: ???
- 1968–1978: ???

## Anropssignal, beteckning och förläggningsort
| Ludvig Röd | 1942-??-?? | – | 1961-09-30 |
| Ludvig Röd | 1968-10-21 | – | 1978-09-30 |

| 121. lätta bombflygdivisionen | 1942-??-?? | – | 1947-??-?? |
| 121. jaktflygdivisionen       | 1947-??-?? | – | 1961-09-30 |
| 121. jaktflygdivisionen       | 1968-10-21 | – | 1978-09-30 |

| Kalmar flygplats (F) | 1942-??-?? | – | 1961-09-30 |
| Kalmar flygplats (F) | 1968-10-21 | – | 1978-09-30 |